# Nässelsta kvarn

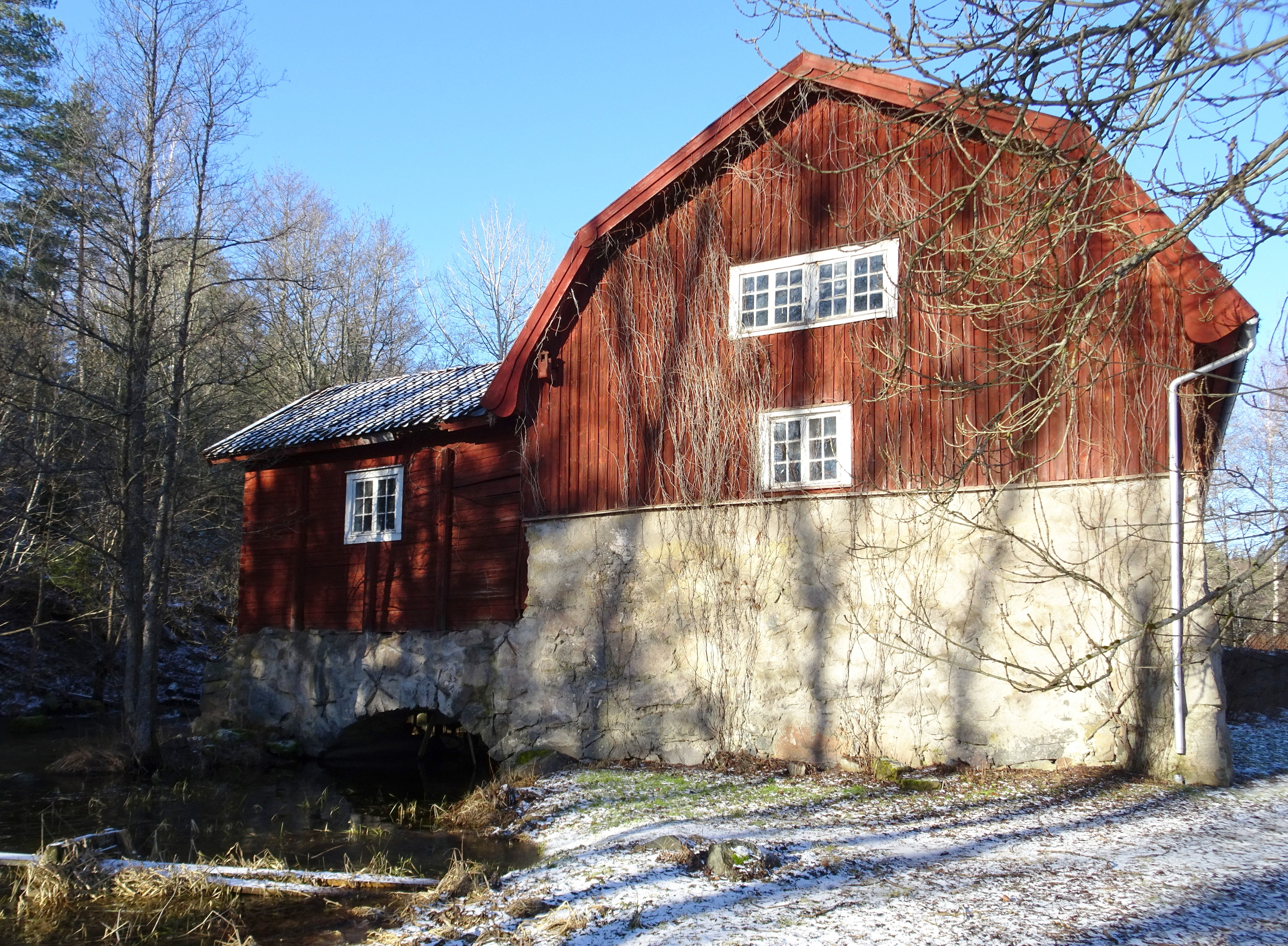
Nässelsta kvarn i februari 2022.

Nässelsta kvarn är en gammal vattenkvarn belägen vid Nässelstavägen direkt väster om tätorten Stjärnhov i Gnesta kommun, Södermanlands län. Kvarnen omnämns redan på 1380-talet och var under olika former i drift fram till 1973.

## Historik

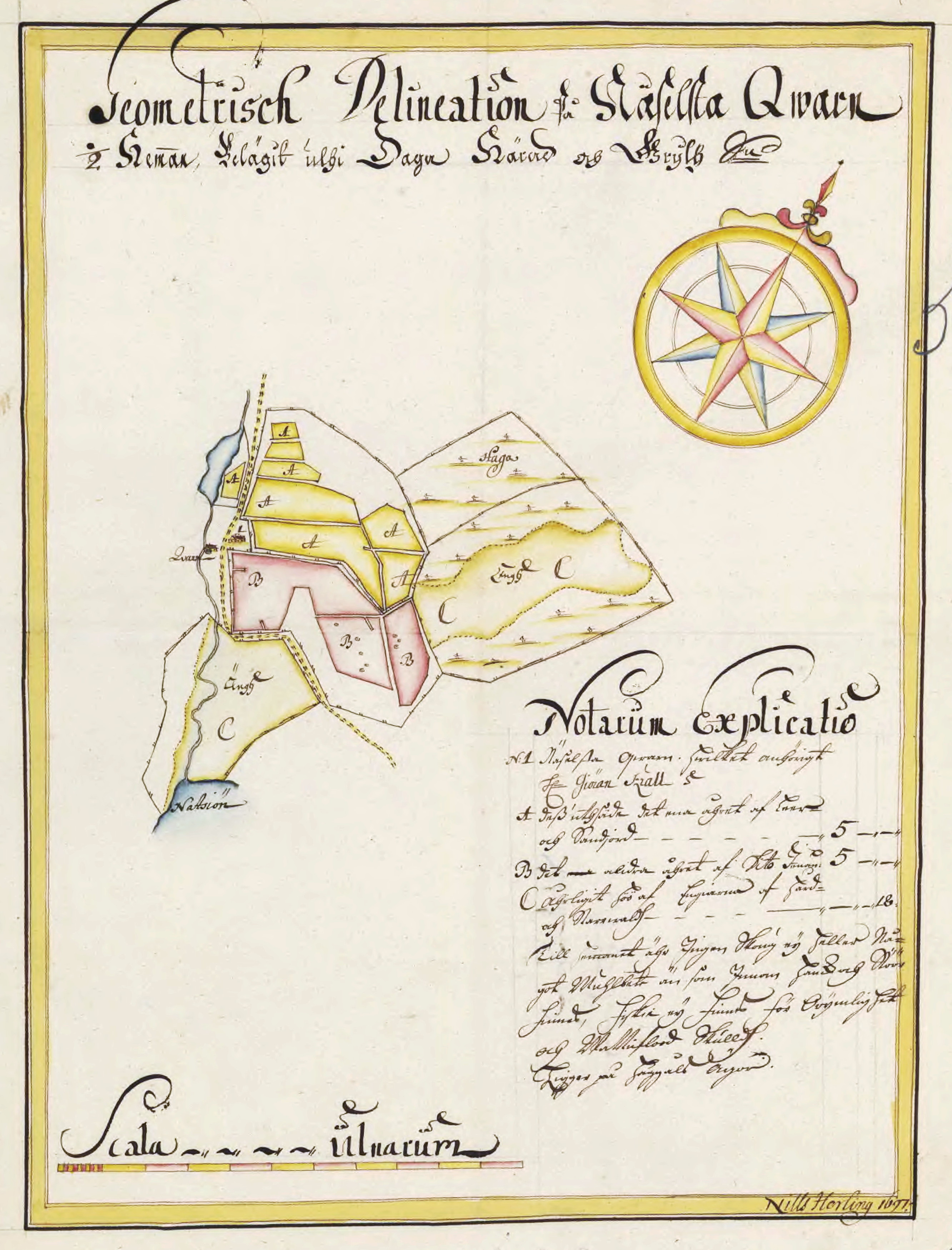
Nässelsta Qwarn, 1697.

Nässelsta kvarn hörde ursprungligen till Stjärnhovs säteri och är uppkallad efter säteriets ursprungliga namn; Nässelsta. Kvarnen nyttjade fallhöjden (cirka två meter) mellan Kyrksjön samt den uppdämda Nässelstaån i norr och sjön Naten i söder för att driva en vattenkvarn. 
En kvarn är omnämnd redan 1381 när Bo Jonsson byter till sig en kvarn i Nässelsta. 1475 ger Esbjörn Kristiernsson Netzslista qwarn i morgongåva till Katarina Larsdotter och 1559 upptas i en arv- och ägarlängd två gårdar i Käxle och Nässelsta kvarn, vilka Gustav Vasa uppges ha bytt till sig.

### Dagens anläggning
Nuvarande bebyggelse består av själva kvarnbyggnaden uppförd i tre våningar med hög undre våning av gråsten och två övervåningar av trä med panelade rödmålade fasader. Intill står mjölnargården och ekonomibyggnader från 1700-talet. År 1870 uppges att kvarnen hade tre par kvarnstenar och en enbladig såg och tillhörde Stjärnhovs säteri som då ägdes av kapten Carl Vilhelm Grevesmühl av släkten Grevesmühl.
På 1930-talet och 1940-talets början ägdes kvarnen av Carl Gustaf Jansson (född 1871) som övertog den 1932 från sin far vilken tidigare arrenderat den. Då hade kvarnen två par stenar samt vals- och rensverk. På kvarngården fanns en häst, tre kor, ett ungdjur, två svin och 25 höns. Till den lilla egendomen hörde även 11 hektar mark, därav 6 ha åker och 5 ha skog.
Kvarnrörelsen, som då kallades Stjärnhovs kvarn, övertogs den 1 juni 1944 av mjölnaren Eric G. Andersson. I en samtida annons meddelade han ”att på ett humant och tillfredsställande sätt betjäna Eder vid förmalning av brödsäd och fodersäd samt rensning av all slags spannmål”. Verksamheten lades ner 1973 men byggnader och interiörer är bevarade och ägs av Eric G. Anderssons barnbarn. Kvarnbyggnaderna hålls i stånd och renoveras kontinuerligt på ideell basis av dess ägare.
Längs Nässelstaån går en undangömd stig som är en vacker tätortsnära promenadväg. Nässelsta kvarn är den enda platsen i kommunen där man vet att forsärlan har häckat. Här ligger även Stjärnhovs vattenverk som pumpar upp grundvatten ur den mäktiga Badelundaåsen.

## Bilder

Kvarnbyggnaden
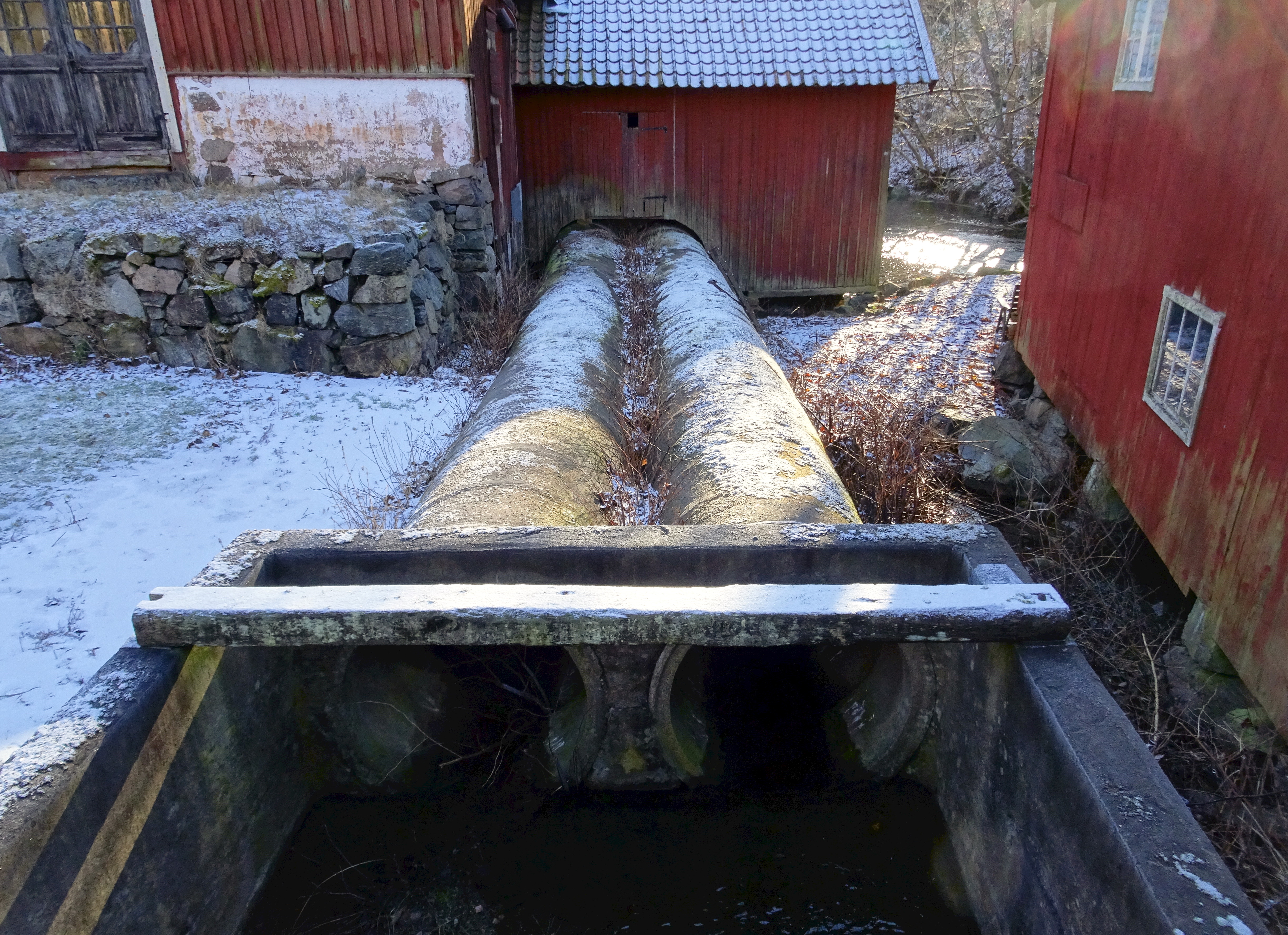
Karnens inlopp.
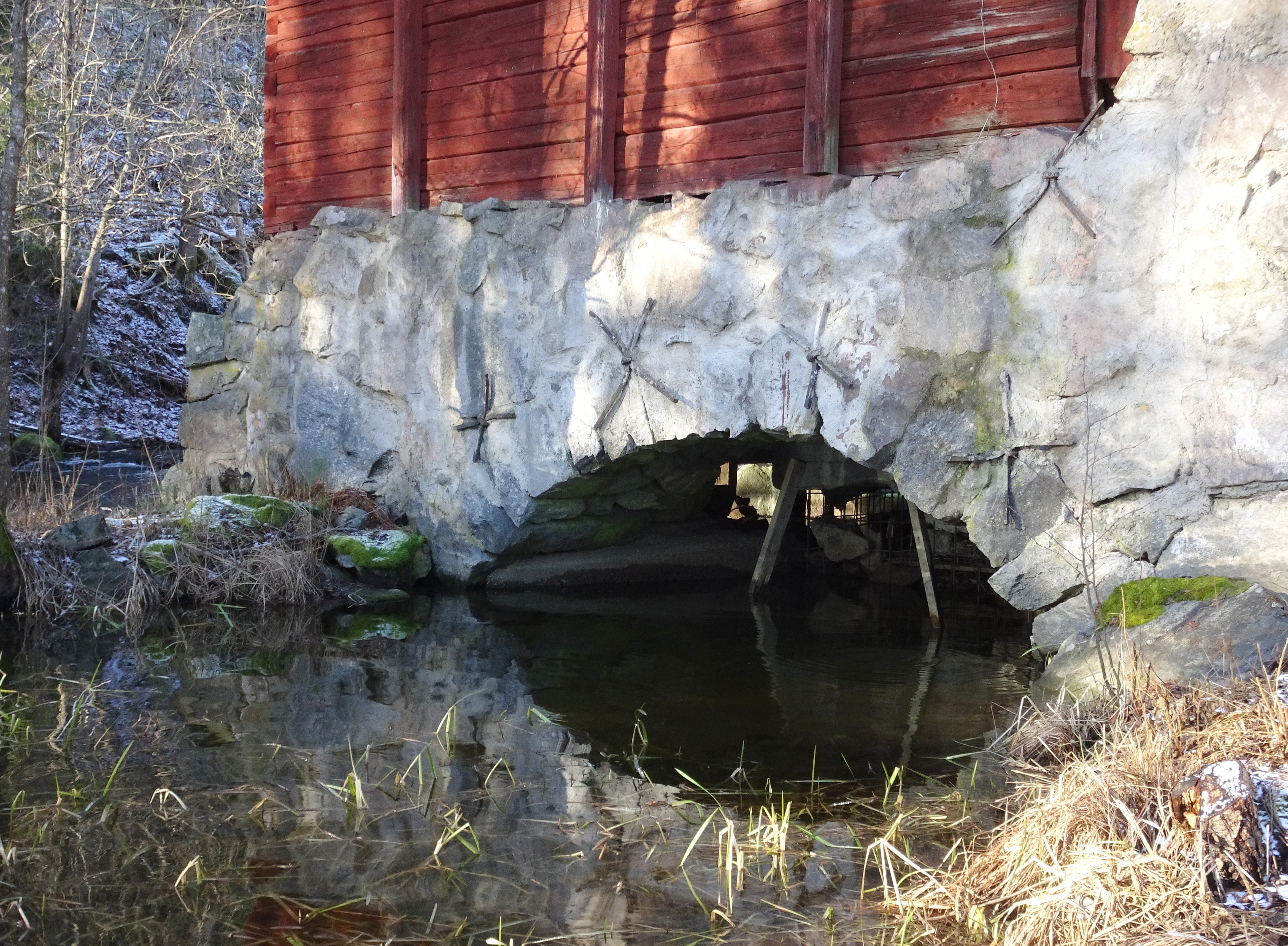
Kvarnens utlopp.
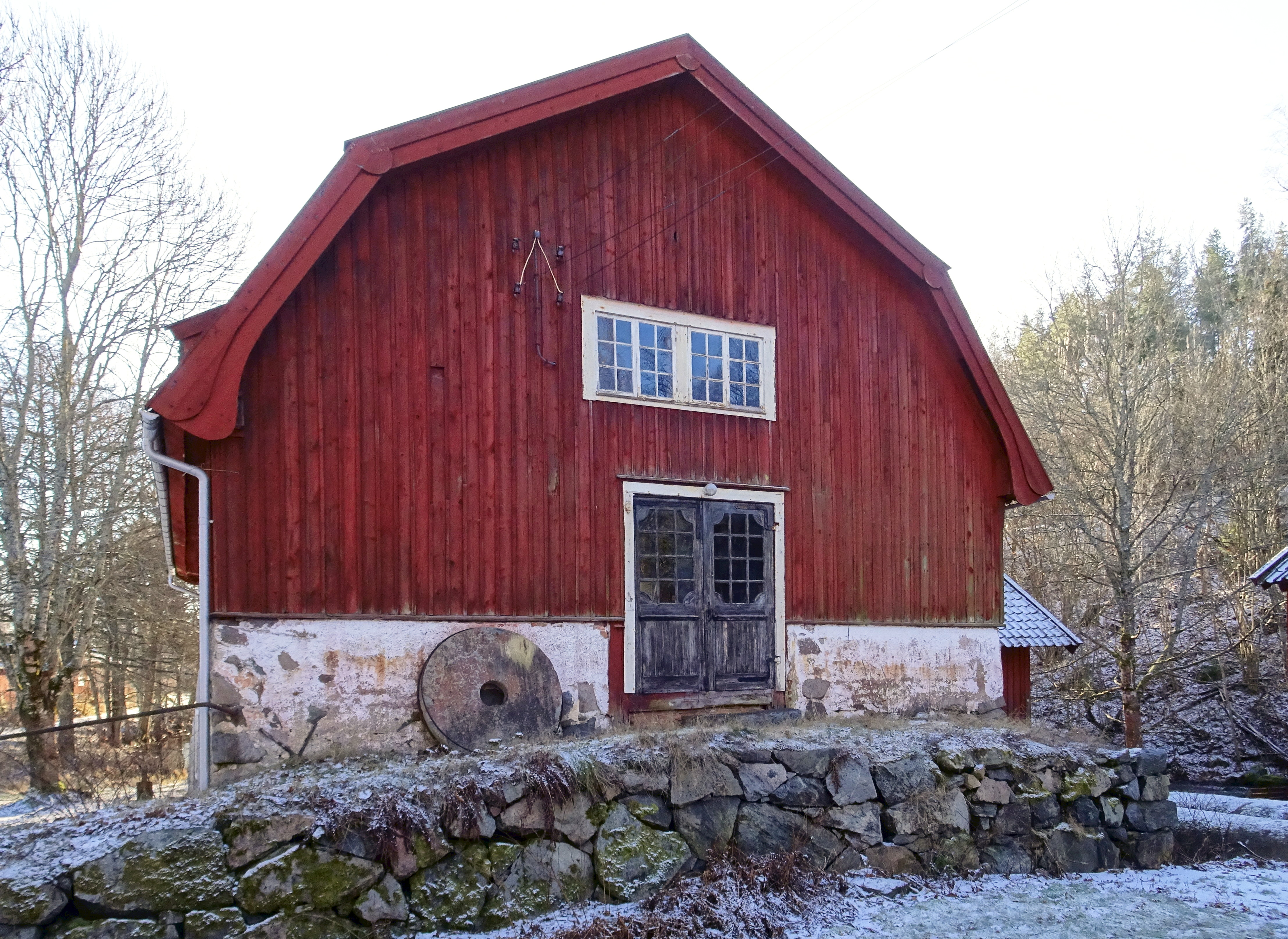
Norra gaveln.
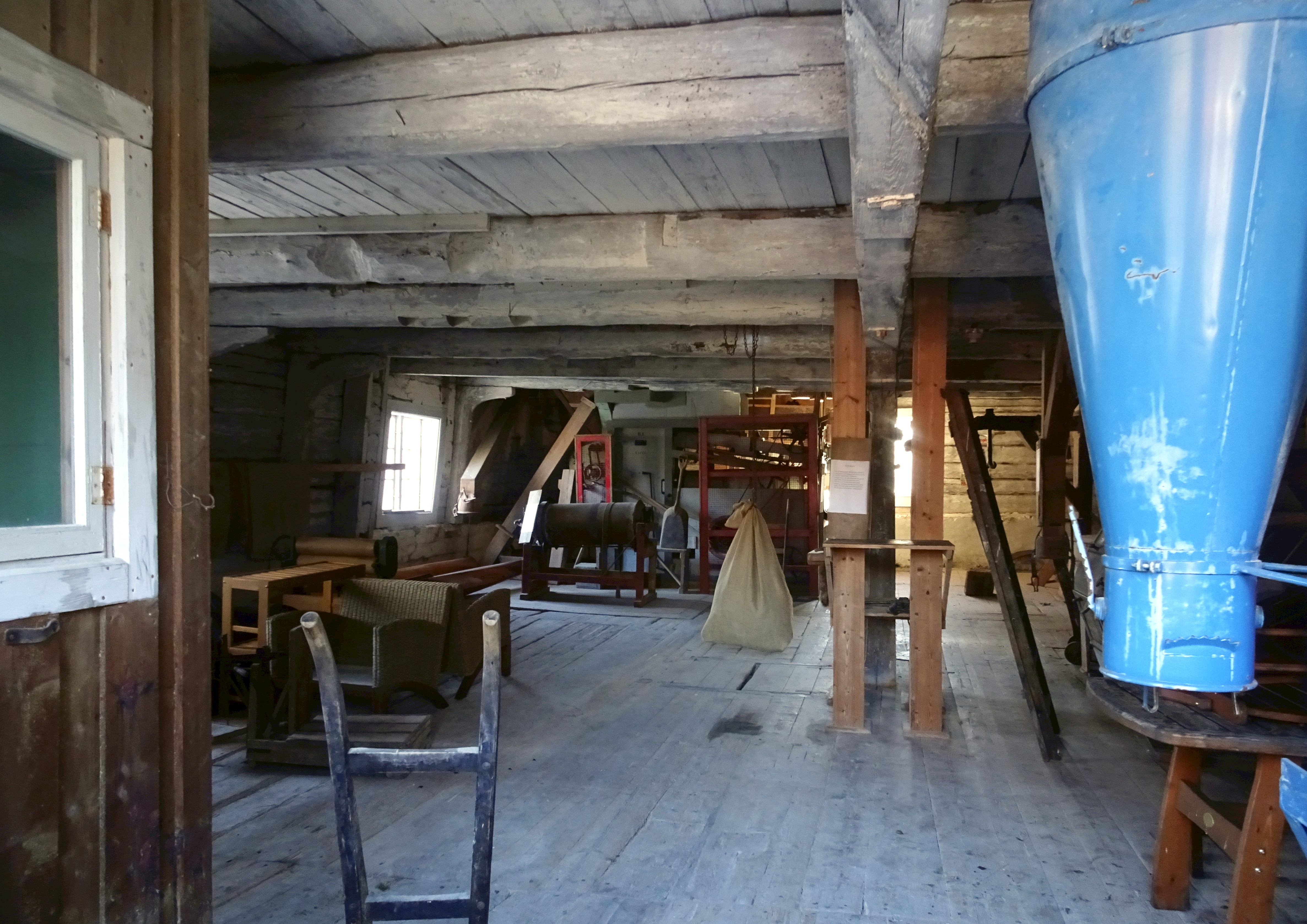
Interiör.

Omgivningen
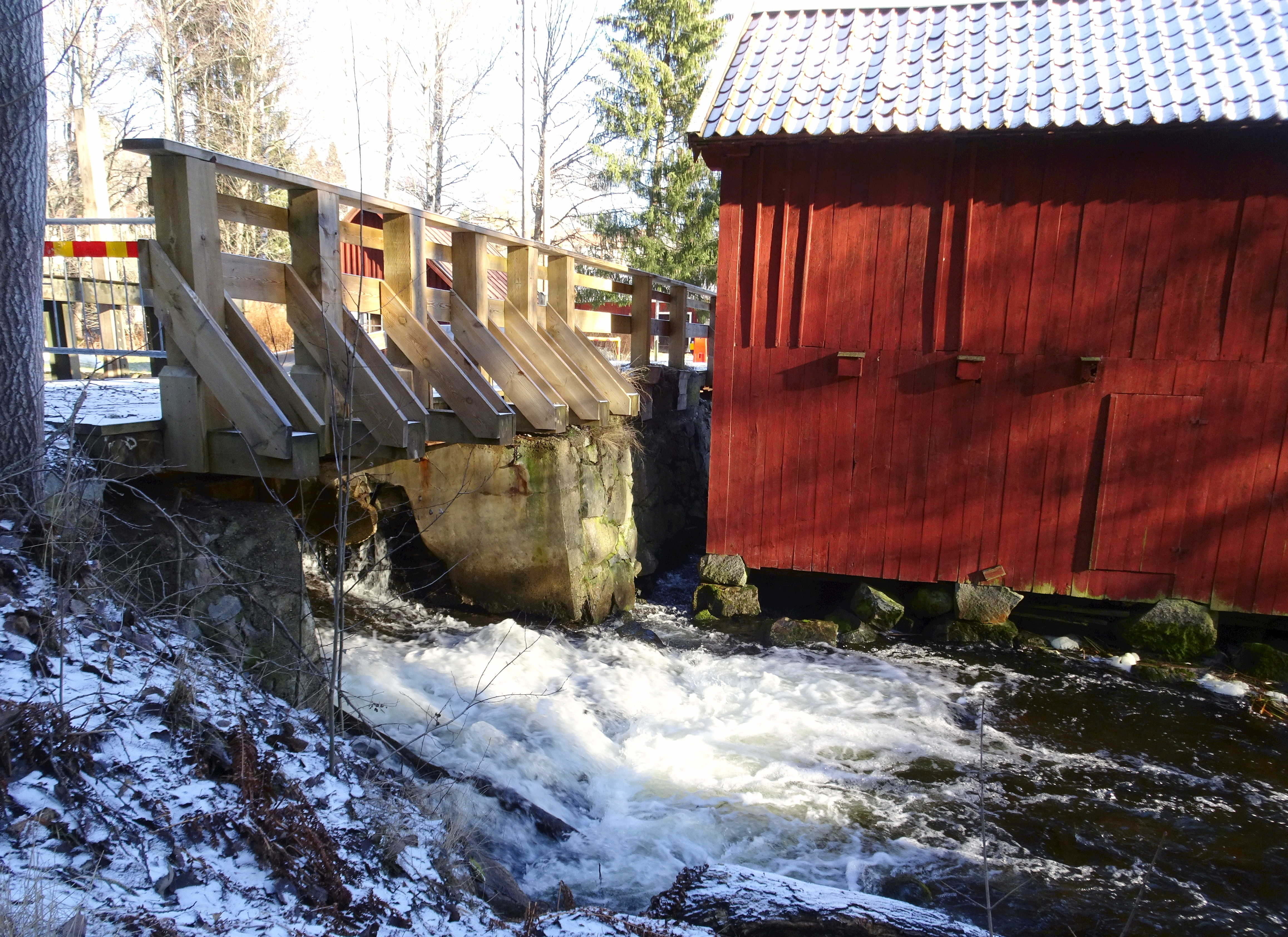
Dammen.
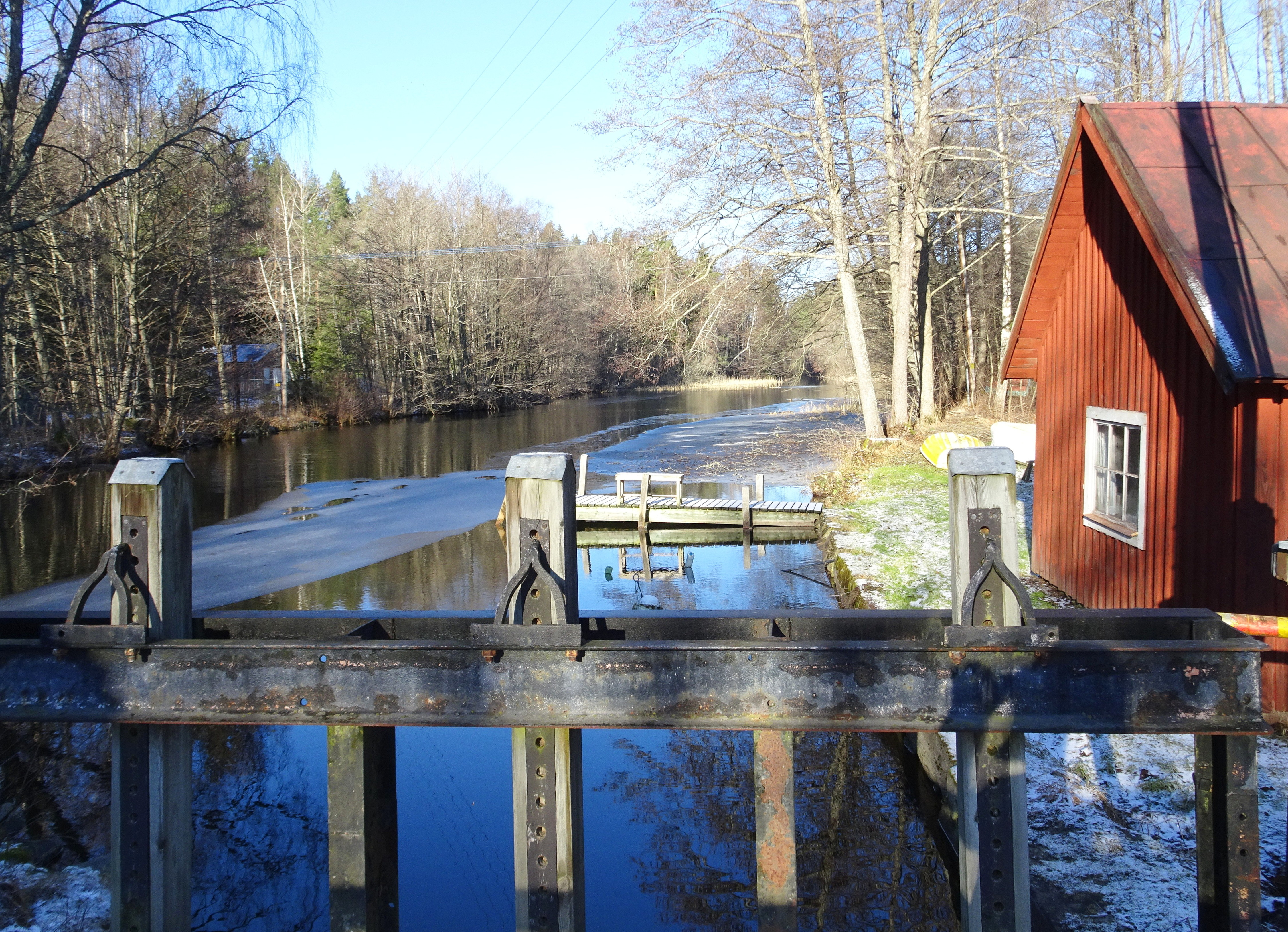
Dammen och den uppdämda Nässelstaån.
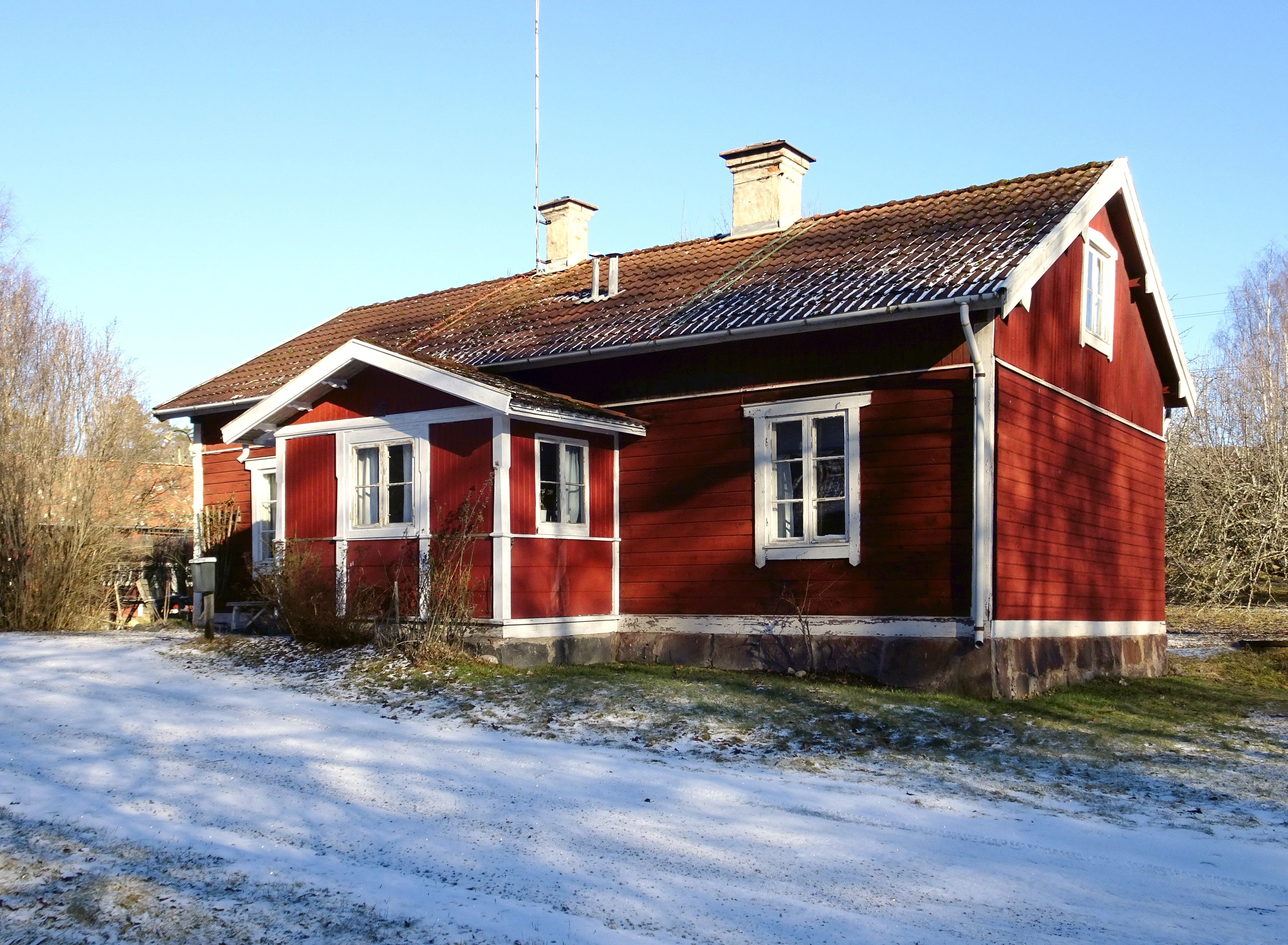
Mjölnarstugan
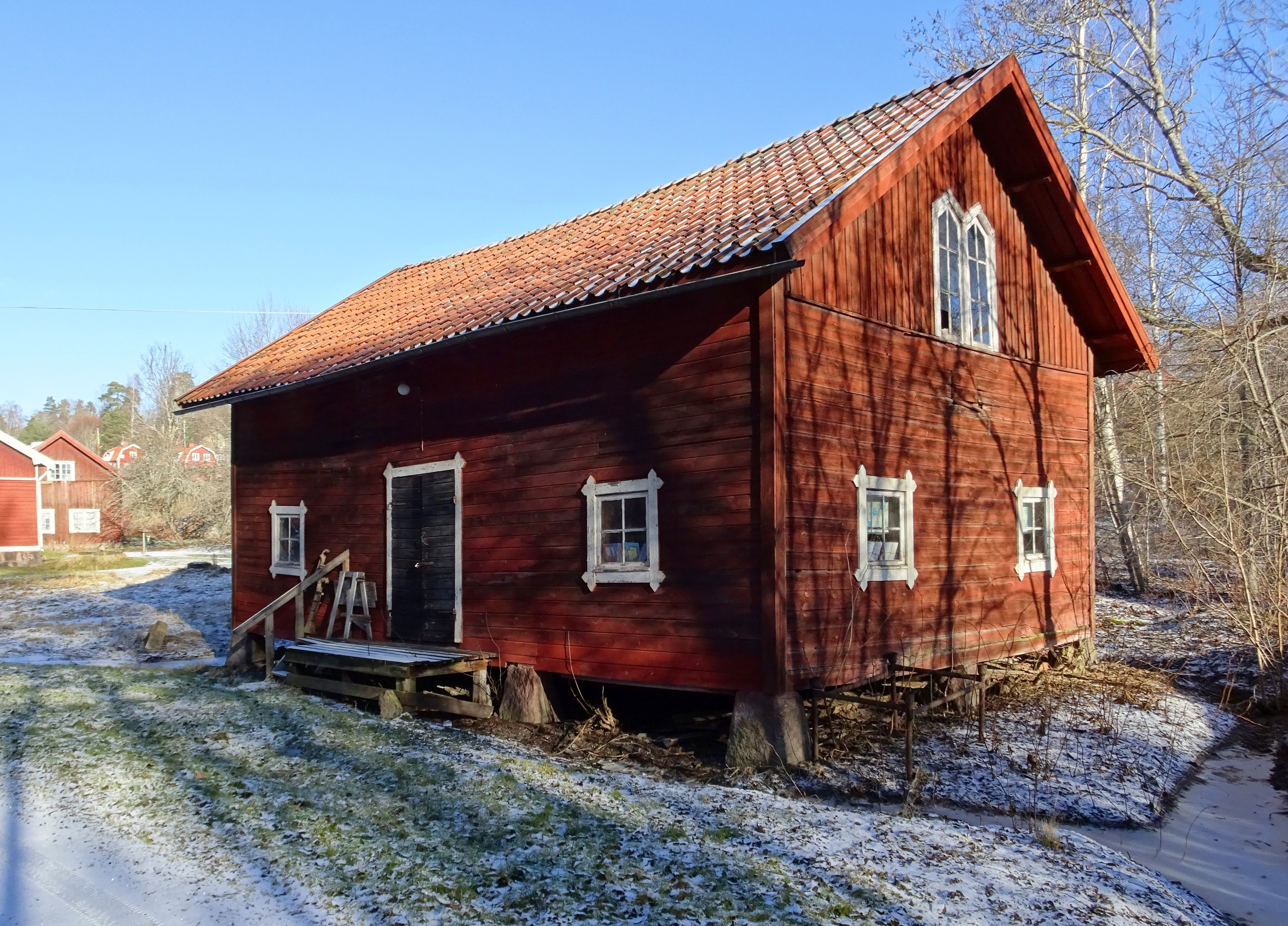
Äldre magasin.